# Otto Vergaerde
Otto Vergaerde (Gante, 15 de julio de 1994) es un deportista belga que compite en ciclismo en las modalidades de pista, especialista en la prueba de madison, y ruta.
Ganó una medalla de bronce en el Campeonato Mundial de Ciclismo en Pista de 2015, en la prueba de madison, y dos medallas en el Campeonato Europeo de Ciclismo en Pista de 2014, oro en scratch y plata en madison.

## Medallero internacional
| Campeonato Mundial | Campeonato Mundial      | Campeonato Mundial | Campeonato Mundial |
| Año                | Lugar                   | Medalla            | Competición        |
| ------------------ | ----------------------- | ------------------ | ------------------ |
| 2015               | Saint-Quentin (Francia) | Medalla de bronce  | Madison            |
| Campeonato Europeo |                         |                    |                    |
| Año                | Lugar                   | Medalla            | Competición        |
| 2014               | Baie-Mahault (Francia)  | Medalla de oro     | Scratch            |
| 2014               | Baie-Mahault (Francia)  | Medalla de plata   | Madison            |

## Palmarés

### Pista
2013
- Campeonato de Bélgica en persecución por equipos (con Tiesj Benoot, Aimé De Gendt y Jonas Rickaert)

2014
- Campeonato de Europa de Scratch
- 2.º en el Campeonato de Europa de Madison (con Kenny De Ketele)
- 2.º en el Campeonato de Europa de Madison sub-23 (con Jasper De Buyst)

2015
- 3.º en el Campeonato del Mundo en Madison (haciendo pareja con Jasper De Buyst)

## Resultados en Grandes Vueltas
| Carrera | Carrera         | 2014 | 2015 | 2016 | 2017 | 2018 | 2019 | 2020 | 2021 | 2022  | 2023  | 2024 |
| ------- | --------------- | ---- | ---- | ---- | ---- | ---- | ---- | ---- | ---- | ----- | ----- | ---- |
|         | Giro de Italia  | —    | —    | —    | —    | —    | —    | —    | —    | 119.º | 98.º  | —    |
|         | Tour de Francia | —    | —    | —    | —    | —    | —    | —    | —    | —     | —     | —    |
|         | Vuelta a España | —    | —    | —    | —    | —    | —    | —    | —    | —     | 113.º | 93.º |

| —: No participó | Ab: Abandono |